# ARX-160
ARX-160 là loại súng trường tấn công do công ty vũ khí nổi tiếng của Ý là Fabbrica d'Armi Pietro Beretta phát triển chung với quân đội trong chương trình Soldato Futuro bắt đầu tiến hành từ năm 2008. Khẩu súng này là một phần của một hệ thống chiến đấu trang bị cho bộ binh bao gồm cả hệ thống nhắm, hệ thống nhìn đêm, hệ thống nhắm laser... Một phần khác của chương trình Soldato Futuro là ống phóng lựu GLX-160 40mm có thể gắn vào súng hay sử dụng riêng. Ngoài việc trang bị cho quân đội thì súng cũng được dùng cho việc xuất khẩu và nhắm đến thị trường dân sự.

## Thiết kế
ARX-160 sử dụng cơ chế nạp đạn bằng khí nén với hệ thống trích khí ngắn, khóa nòng xoay, ống trích khí nằm phía trên nòng súng. khóa nòng của súng có 7 móc khóa cố định viên đạn vào vị trí. Thân súng được làm bằng vật liệu tổng hợp cao phân tử và chia làm hai phần chính, trên và dưới, phần trên chứa nòng và bộ khóa nòng còn phần dưới chứa bộ cò, khe gắn hộp đạn và tay cầm. Hai phần này được nối với nhau bởi các móc chứ không phải đinh ghim để tránh việc rút ra rồi rơi đâu mất.
Nòng súng có thể tháo ráp một cách nhanh chóng để tránh bị quá tải nhiệt khi bắn quá lâu hay chọn nòng súng có chiều dài thích hợp hơn theo yêu cầu của môi trường chiến đấu, nòng súng có hai độ dài chính là 406 mm và 302 mm. Việc thay nòng súng khá đơn giản, chỉ việc nhấn nút nhả nòng súng phía bên phải súng ngay phía trước khe gắn hộp đạn, kéo nòng ra và ấn nòng khác vào. Nòng súng được tích hợp hệ thống chống chớp sáng và được mạ crôm. Khe nhả vỏ đạn và nút kéo lên đạn nằm ở cả hai bên súng. Để chọn khe nhả vỏ đạn sẽ được sử dụng xạ thủ chỉ việc dùng một cái cây ấn vào một nút nằm trong lỗ ở phía trên đằng sau tay cầm cò súng mà không cần phải tháo ráp chỉnh sửa. Nút khóa an toàn cũng là nút chọn chế độ bắn cũng nằm ở hai bên thân súng phía trân tay cầm cò súng.
Hệ thống nhắm cơ bản của súng là điểm ruồi có thể tháo ráp. Thân súng có thanh răng để gắn các hệ thống nhắm hỗ trợ chiến đấu khác phù hợp hơn như ống nhắm, hệ thống nhắm điểm đỏ hay các hệ thống quang học khác. Phần ốp lót tay của súng cũng có thanh răng để gắn ống phóng lựu GLX-160. Báng súng có thể gấp sang hai bên cũng như có thể điều chỉnh chiều dài tùy ý xạ thủ.

## Biến thể
- ARX-100: Mẫu dân sự chỉ có chế độ bắn bán tự động.

## Các nước sử dụng
- Albania: Được sử dụng bởi Cảnh sát quân sự (Albania) và Tiểu đoàn hoạt động đặc biệt (Albania) và lực lượng cảnh sát đặc biệt (RENEA)
- Algérie: ARX160 được đưa vào sử dụng ở cả cỡ nòng 5,56×45mm và 7,62×39mm được Lực lượng đặc biệt của Algérie và Tổng cục An ninh và Bảo vệ Tổng thống, bắt đầu từ năm 2014.
- Ai Cập: Được sử dụng bởi Lực lượng El-Sa'ka và các lữ đoàn lực lượng đặc biệt của Hải quân.
- Ý: Được sử dụng bởi Arma dei Carabinieri (hiến binh), Lục quân Ý, Hải quân Ý, Không quân Ý
- Kazakhstan:  Được sử dụng bởi Lực lượng vũ trang Cộng hòa Kazakhstan trong 7,62 × 39mm với súng phóng lựu GLX160.
- Kurdistan thuộc Iraq: ARX160 trong 5,56 × 45mm NATO và 7,62 × 39mm được sử dụng bởi Peshmerga người Kurd vào năm 2017.
- Mexico: Được sử dụng bởi nhiều sở cảnh sát thành phố và tiểu bang bao gồm Fuerza Civil của Nuevo León và Policia Estatal de Jalisco.
- Ba Lan: Theo lệnh của Dịch vụ Nhà tù Ba Lan.
- Qatar: Tại triển lãm DIMDEX 2018, Barzan Holding đã thỏa thuận với Beretta để thành lập liên doanh sản xuất ARX160 và ARX200 trong nước cho Lực lượng vũ trang Qatar; 30.000 ARX200 cho Qatar.
- Romania: Lực lượng vũ trang Romania đã chọn ARX160 A3 để thay thế PM Md.1963 và PM Md.1986 cũ của Lực lượng trên bộ Romania
- Turkmenistan: Tổng cộng có 1.680 chiếc ARX160 cùng với 150 chiếc GLX160 được quân đội sử dụng; sau này, nội thất khác của ARX160 A3s.